# Atletisme als Jocs Olímpics d'Estiu de 1896 - 110 metres tanques homes
La cursa dels 110 metres tanques masculins va ser l'única prova de tanques dels Jocs Olímpics de 1896. Les sèries preliminars foren la primera prova del 7 d'abril. Hi van prendre part vuit atletes que es van distribuir en dues sèries de quatre corredors. Sols els dos més ràpids de cadascuna d'elles passà a la final.

## Medallistes
| Or            | Plata             | Bronze     |
| Thomas Curtis | Grantley Goulding | No n'hi ha |

## Resultats

### Sèries
Les sèries es van disputar el 7 d'abril. Els dos primers es classifiquen per a la final.

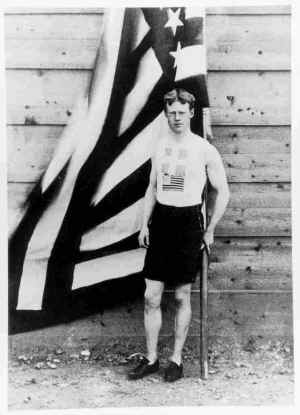
Thomas Curtis, vencedor dels 110 metres tanques

#### Sèrie 1
| Posició | Atleta             | Temps      |
| ------- | ------------------ | ---------- |
| 1       | Grantley Goulding  | 18,4"      |
| 2       | Frantz Reichel     | desconegut |
| 3       | Alojz Sokol        | desconegut |
| 4       | Anastasios Andreou | desconegut |

Grantley Goulding del Regne Unit acabà primer amb un temps de 18,4". Sokol ensopega amb la darrera tanca i això permet a Reichel superar-lo per acabar segon.

#### Sèrie 2
| Posició | Atleta                    | Temps      |
| ------- | ------------------------- | ---------- |
| 1       | Thomas Curtis             | 18,4"      |
| 2       | Welles Hoyt               | desconegut |
| 3-4     | Kurt Dörry                | desconegut |
| 3-4     | Athanasios Skaltsogiannis | desconegut |

Els dos nord-americans acaben en les dues primeres posicions de la sèrie. Athanasios Skaltsogiannis i Kurt Dörry corren, però no se sap en quina posició acabaren.

### Final
| Posició | Atleta            | Temps |
| ------- | ----------------- | ----- |
| Or      | Thomas Curtis     | 17,6" |
| Argent  | Grantley Goulding | 17,6" |
| –       | Welles Hoyt       | DNS   |
| –       | Frantz Reichel    | DNS   |

DNS: no surt
La final dels 110 metres tanques es va córrer el 10 d'abril, amb sols dos atletes a la línia de sortida. Ambdós atletes feren un temps quasi idèntic, quedant distanciats per menys d'una dècima de segon. Thomas Curtis dels Estats Units en fou el vencedor. Goulding es defensava millor sobre les tanques, però Curtis tenia un millor final, cosa que li donà la victòria.
Reichel no va poder disputar la final perquè estava ajudant a Albin Lermusiaux en la marató. Hoyt s'estava preparant per al salt amb perxa.